# Pelomys fallax
Pelomys fallax és una espècie de mamífer rosegador de la família dels múrids. Viu a Angola, Burundi, Kenya, Malawi, Moçambic, Namíbia, la República Democràtica del Congo, Ruanda, Tanzània, Uganda, Zàmbia i Zimbàbue. El seu hàbitat natural són les sabanes amb herba o matolls. Es desconeix si hi ha cap amenaça significativa per a la supervivència d'aquesta espècie. El seu nom específic, fallax, significa ‘fal·laç’ en llatí.